# Lophocrama medioclara
Lophocrama medioclara är en fjärilsart som beskrevs av Embrik Strand 1917. Lophocrama medioclara ingår i släktet Lophocrama och familjen trågspinnare. Inga underarter finns listade i Catalogue of Life.